# Anna Letizia Zanotti
Anna Letizia Zanotti Censoni (Bolonia, 1948) es una botánica, fitosocióloga, taxónoma, conservadora y exploradora italiana.
Desarrolla actividades académicas y científicas en el Departamento de Botánica, ecológica y geológica, del Jardín Botánico de la Universidad de Bolonia, reportando como su directora.

## Algunas publicaciones
- davide Ubaldi, giovanna Puppi, anna Letizia Zanotti. 1996. Cartografia fitoclimatica dell'Emilia Romagna: carta 1:500.000, v. 47 de Studi e Documentazioni : area ambiente / a cura di Miranda Stivali. Publicó Regione Emilia Romagna, Assessorato territorio, programmazione e ambiente, 73 p.

- anna Letizia Zanotti Censoni, francesco Corbetta, luigi Aita. 1980. Carta della vegetazione della Tavoletta "Trivigno" (Basilicata), v. 1-84 de Collana del Programma finalizzato Promozione della qualità dell'ambiente. Publicó Consiglio Nazionale delle Ricerche, 26 p.

### Cap. de libros
- j.m. Gehu. 1995. Ecologia del paesaggio e progettazione ambientale: il ruolo della fitosociologia- Camerino 1992, Colloques phytosociologiques 21. Ed. ilustrada de J. Cramer, 722 p. ISBN 3443700101, ISBN 9783443700102
  - davide Ubaldi, anna Letizia Zanotti. Les paysages forestiers de L'Emilie-Romagne et leur signification bioclimatique, p. 269 - 277.

## Honores

### Membresías
- Unione Bolognese Naturalisti.[6]

### Eponimia
- Universidad de Basilicata, SAFE - Facultad de Ciencias Agrícolas, Forestales, Alimentación y Ambiente: Herbario Lucanum, Colección Zanotti.[7]
- La abreviatura «Zanotti» se emplea para indicar a Anna Letizia Zanotti como autoridad en la descripción y clasificación científica de los vegetales.[8]